# Daisy Dee

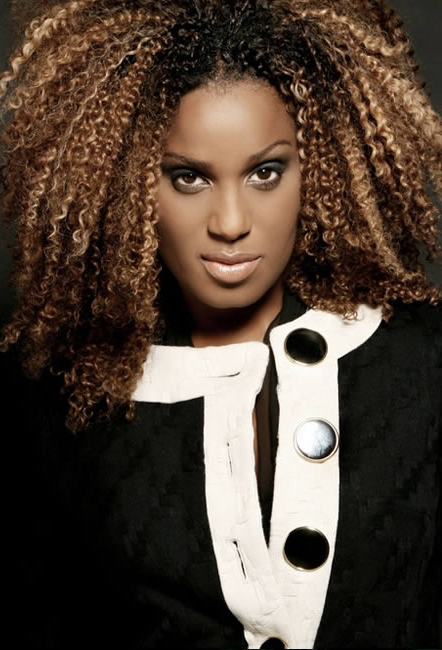
Daisy Dee im Jahr 2023

Daisy Dee (* 4. September 1970 auf Curaçao, Niederländische Antillen; eigentlich Daisy Rollocks) ist eine Sängerin, Schauspielerin und Fernsehmoderatorin, bekannt insbesondere in den deutschsprachigen Ländern.

## Biografie
Daisy Rollocks zog im Alter von 8 Jahren nach Europa. Neben ihrer Muttersprache Niederländisch spricht sie Englisch, Spanisch und Deutsch. In den Niederlanden lebte sie in Roermond.
Sie arbeitete in einer Großraumdiscothek in Geldern und hatte erste Demoaufnahmen gemacht, an die sich ein Produzent erinnerte, als es darum ging, die richtige Besetzung für eine Coverversion von This Beat Is Technotronic zu finden. Dies war ihre erste professionelle Musikproduktion und ihr Einstieg in das Musikbusiness. Im Jahre 1991 schaffte sie es bis in die US-Charts mit dem Titel Crazy.
Im Jahr 1998 gründete Dee zusammen mit ihrem damaligen Ehemann Toni Cottura ihre eigene Produktionsfirma Booya Music, die Lieder für Künstler wie Nana, die Backstreet Boys, *NSYNC und ihren Bruder Pappa Bear produzierte.

## Schauspielerei und Fernsehen
Daisy Dee spielte in der Seifenoper Alle zusammen – jeder für sich des Fernsehsenders RTL 2, zusammen mit dem deutschen Sänger Oli.P.

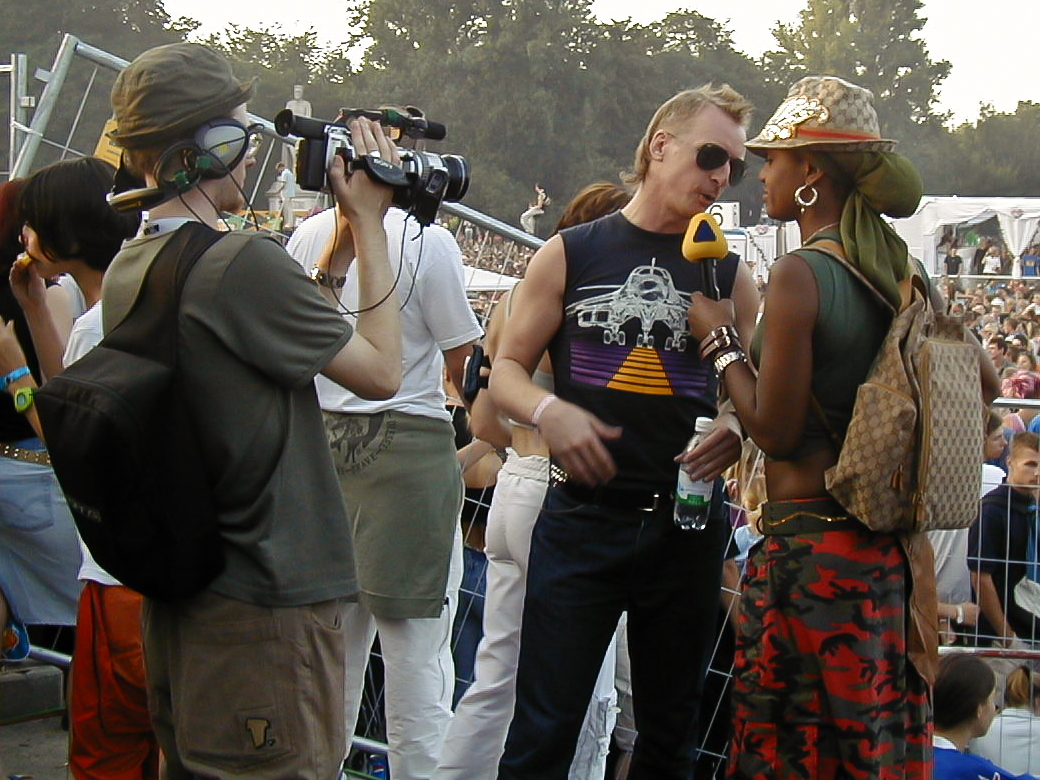
Daisy Dee im Interview mit DJ Hell auf der Loveparade 2001

Von 1996 bis Mai 2004 moderierte sie Club Rotation auf VIVA, bevor Annemarie Warnkross die Sendung übernahm. Von 2000 bis 2003 moderierte sie zudem ebenfalls wöchentlich auf VIVA Ritmo, die einzige Sendung im deutschen Musikfernsehen, die ausschließlich spanischer und lateinamerikanischer Musik gewidmet war. Sie war auch einige Male auf Hamburg 1 zu sehen, wo sie ein Telefon-Quiz moderierte. 2006 moderierte sie beim Fernsehsender 9Live.
Ab dem 7. Juli 2009 war Dee mit der Sendung Fashion Trix erneut bei VIVA tätig und von August 2011 bis Dezember 2011 moderierte sie Fashiontrixx auf sixx. Ab dem 26. September 2014 moderierte sie bei Joiz Germany die wöchentliche Sendung PiCK UP! Follow the DJ. 2023 erfolgte die Teilnahme an der 4. Staffel von Kampf der Realitystars – Schiffbruch am Traumstrand.

## Diskografie

### Alben
- 1991: Daisy Dee
- 1994: Lover’s Reggae (Reggae Roots feat. Daisy Dee)
- 1995: Recall – The Album
- 1995: The Best of Daisy Dee (Kompilation)
- 1996: I Am (Who I Am) (Promo)
- 1996: Go Bazurk (Promo)

### Singles
- 1990: This Beat Is Technotronic (MC B feat. Daisy Dee)
- 1990: Crazy (MC B feat. Daisy Dee)
- 1990: It’s Gonna Be Alright
- 1991: Crazy
- 1991: I Got U
- 1991: Pump It up All the Way
- 1992: It’s Gonna Be Alright
- 1992: Walking on That Side
- 1992: This Beat Is Technotronic ’92
- 1993: Back It Up (Cosmo Crew feat. Daisy Dee)
- 1993: Do It Better (The Daisy Project feat. Daisy Dee)
- 1994: Dance (If You Cannot) (Alter Ego feat. Daisy Dee)
- 1994: Yeah Yeah (Influence) (Black Male feat. Daisy Dee)
- 1994: Somebody Real (Bit Machine feat. Daisy Dee & Karen Jones)
- 1994: Headbone Connected (Try Me)
- 1994: Love Religion (U 96 feat. Daisy Dee)
- 1994: Move It to the Rhythm (Technotronic feat. Daisy Dee & Ya Kid K.)
- 1996: Crazy 96
- 1996: Just Jump
- 1996: Angel
- 1997: Hey You (Open Up Your Mind)
- 2000: Love Is the Answer (Mark ’Oh presents Daisy Dee)
- 2000: Open Sesame
- 2000: It’s the Loneliness
- 2001: This Beat Is Technotronic / Walking on That Side
- 2001: Crazy
- 2001: Galaktika – Are You Ready? (Lovestern Galaktika meets Daisy CIO)
- 2003: Fly Away (Owner of Your Heart) (Starsplash feat. Daisy Dee)
- 2009: Crazy 2009 (Tim Dawes feat. Daisy Dee)